# 県庁前交差点 (高知県)
| 国道32号標識 | 国道33号標識 | 国道55号標識 | 国道56号標識 | 国道194号標識 | 国道195号標識 | 国道197号標識 | 国道493号標識 |

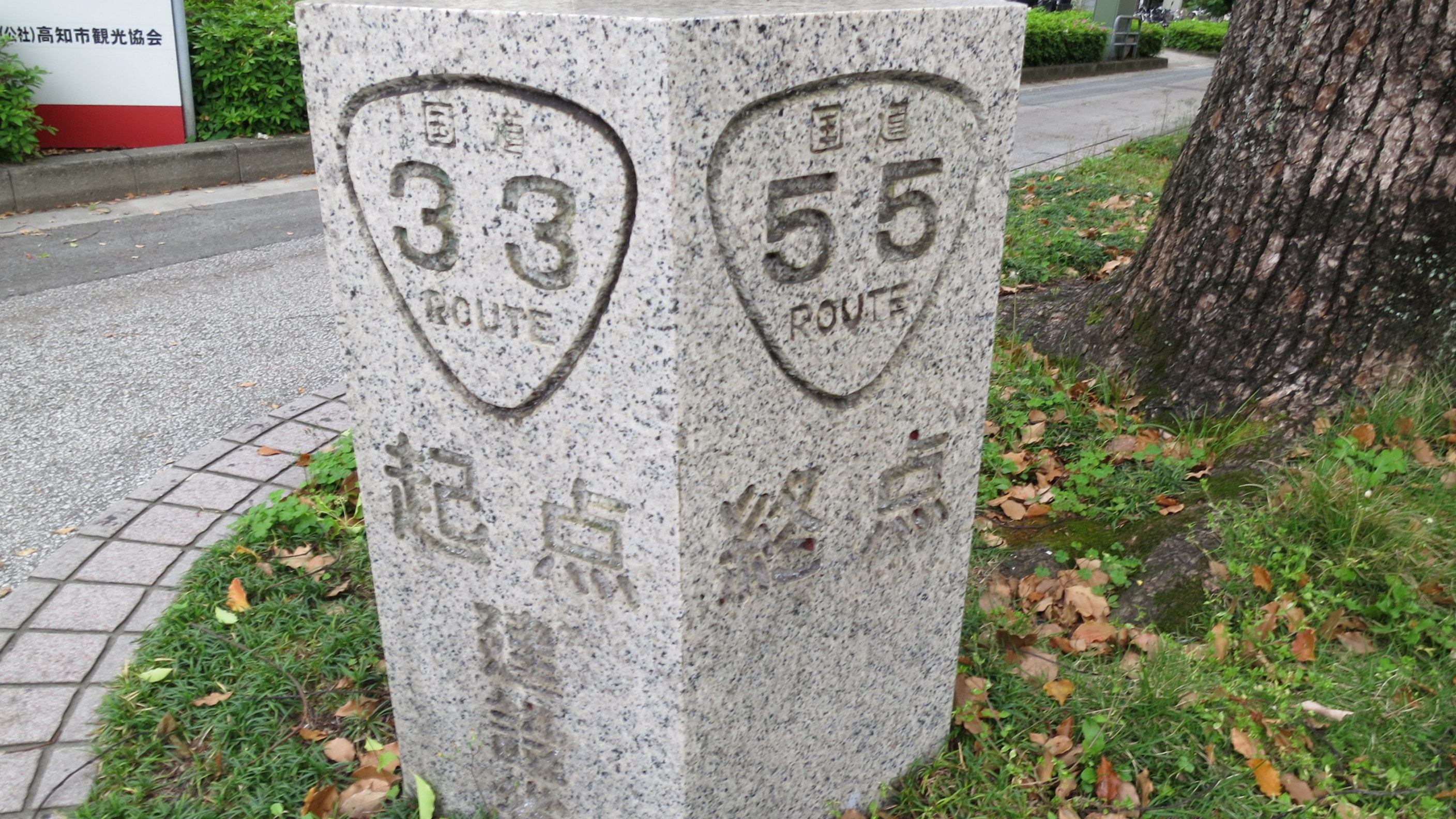
起終点標

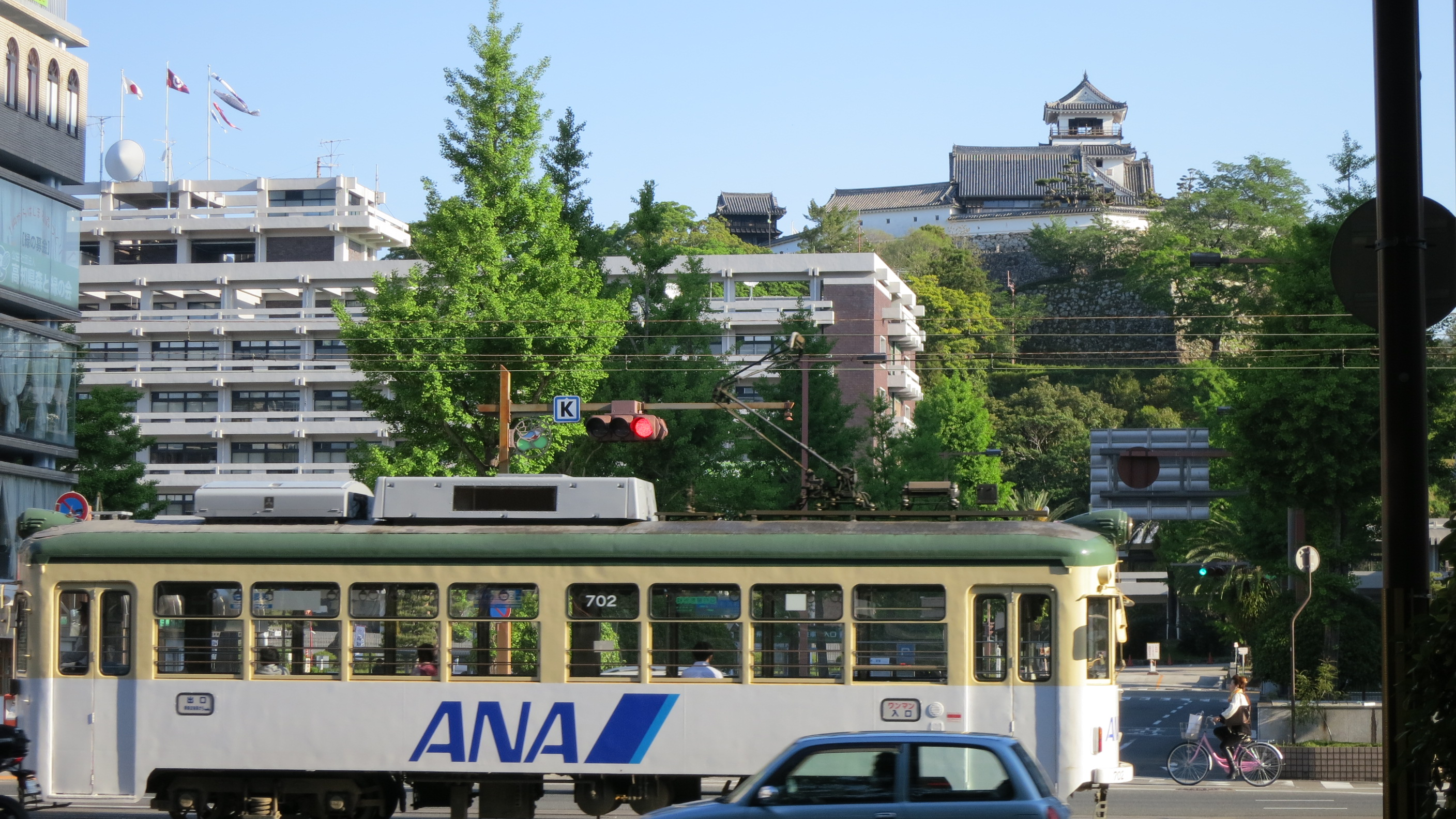
高知市　県庁前交差点

県庁前交差点（けんちょうまえこうさてん）は、高知県高知市本町五丁目にある交差点である。
一般国道8路線の起終点が集中し、これは新潟県新潟市中央区の本町交差点と並んで日本最多である。県庁前交差点には、国道6路線の起終点標が設置されているが、実際には8路線の起終点となっている。
ここに、国道8路線の起終点が集中した理由は、高知市には鏡川・仁淀川などの大きな河川が流入し、これら河川に沿って並行する道路ができたことと、瀬戸内海側に位置する徳島市・高松市・松山市など四国を代表する都市と、太平洋側で唯一の大都市である高知市を結ぶ国道が定められたことによる。また、高知市の周辺には大きな市街地を有する都市がないため、道路法上の一般国道を指定する要件である「主要な都市間を結ぶ道路」という規定によって、高知市の周辺で事実上終わる国道路線であっても、法律の縛りによって高知市まで起終点を引っ張ってくる必要があるためでもある。高知市に集まる国道は重複区間が多く、名目上は県庁前交差点に8路線の一般国道が集まっているが、案内上明示されているのは国道32号と国道33号だけである。
「ココ！マーク」として標識に使われるアルファベットは「K」である。

## 当交差点を起点とする国道
- 国道33号
終点は、愛媛県松山市市役所前交差点。※以下の番号の国道は、他の若い番号の国道の表示がなされる。具体的には当交差点より西へ向かう国道はすべて国道33号と重複。東へ向かう国道は国道32号と重複している。
- 国道56号
終点は、愛媛県松山市市役所前交差点。多くの区間が単独区間として存在する。
- 国道194号
終点は、愛媛県西条市（国道11号との交差点。また、吾川郡いの町より単独区間となる。
- 国道195号
終点は、徳島県徳島市かちどき橋南詰交差点。高知市内小倉町交差点（葛島橋西詰）より単独区間となる。
- 国道197号
終点は、大分県大分市大道陸橋北交差点（国道10号との交点）。また、須崎市より単独区間となる。
- 国道493号
終点は、高知県安芸郡東洋町（国道55号との交差点。実延長区間は室戸岬付近のみの国道であるが、約48 kmの実延長区間だけでは法令上の国道の要件を満たせないため、起点・高知市より約50 km先の安芸郡奈半利町までの間は、国道55号および、国道32号と重複する[1][4]。

## 当交差点を終点とする国道
- 国道32号
起点は、香川県高松市中新町交差点。
- 国道55号
起点は、徳島県徳島市かちどき橋交差点。高知市介良より国道32号と重複。

## 当交差点より主要地までの距離

### 国道32号 高松市・大豊町方面
- 高松市140 km
- 三好市85 km
- 大豊町39 km
- 南国市11 km
- はりまや橋1 km

### 国道33号 松山市・いの町方面
- 松山市 123 km
- 久万高原町 89 km
- 仁淀川町 44 km
- 佐川町 26 km
- いの町 10 km

### 国道55号 徳島・甲浦方面
- 徳島市 211 km
- 東洋町
- 室戸市 76 km
- 安芸市 36 km
- はりまや橋1 km

### 国道56号 四万十市・土佐市方面
- 四万十市 118 km
- 四万十町 72 km
- 須崎市 41 km
- 土佐市 20 km

### 国道194号 西条市方面
- 西条市 88 km
- いの町 長沢 54 km
- いの町 上八川 39 km

### 国道195号 阿南市・香美市方面
- 徳島市 178 km
- 阿南市 154 km
- 香美市 16 km

### 国道197号 大洲市・梼原町方面
- 三崎港  197 km
- 八幡浜市 155 km
- 大洲市 140 km
- 梼原町  81 km
- 津野町  50 km

### 国道493号 東洋町方面
- 東洋町 野根 98 km